# Toma Arhiđakon
Toma Arhiđakon (latinski: Thomas Archidiaconus Spalatensis, Split, oko 1200. – Split, 8. svibnja 1268.), splitski klerik, povjesničar i kroničar.
Pisac važnog povijesnog djela Historia Salonitana.

## Životopis
Tradicionalna historiografija navodi da se rodio u splitskoj patricijskoj obitelji romanskog podrijetla. Međutim, postoji i argumentacija koja sugerira da je Toma možda bio Hrvat, a da je nesnošljivost prema Hrvatima koji je zastupljen u njegovom djelu, zapravo produkt višestoljetnog antagonizma selo-grad.
Školovao se u Splitu i Bolonji. Nakon studija teologije i prava u Bolonji, vratio se u rodni Split, koji je tada uživao široku autonomiju, te se istakao obavljajući razne gradske dužnosti. Prema sačuvanim dokumentima, Toma je od 1227. bio je gradski javni bilježnik, a sljedeće godine postaje i kanonikom. Godine 1230. izabran je za arhiđakona splitske metropolitanske crkve.
Uskoro po izboru za arhiđakona sukobio se sa splitskim nadbiskupm Guncelom koji je završio 1234. godine posredovanjem kardinala Otona u Perugiji.
Zalažući se za gradsku upravu organiziranu po uzoru na talijanske komune, pošao je 1239. u Italiju i izabrao Gargana de Arscindisa za načelnika Splita. Za njegove uprave gradom, popisani su gradski običaji koji su tvorili gradski statut.
Godine 1242. splitski kler izabrao ga je za novog nadbiskupa, no svjetovnjaci nisu prihvatili taj izbor pa je odluka poništena, a novim nadbiskupom imenovan je kandidat kralja Bele IV., čazmanski prepošt i Hugrin.
Kao tipičan predstavnik srednjovjekovnog municipalizma, Toma Arhiđakon je radio na tome da Split očuva svoj autonomni položaj i da ne pripadne niti hrvatskom kralju, niti hrvatskim feudalcima, niti Mlečanima. Također je zastupao stav da crkva treba ostati neovisnom od svjetovne vlasti, te da laicima ne treba dozvoliti utjecaj na izbor biskupa u dalmatinskim gradovima.
Toma je pokopan u crkvi sv. Frane na splitskoj rivi. Prema Šegviću, koji piše 1920-tih, grobnica je u "najnovije vrijeme" bila zatrpana. Ipak, sačuvan je epitaf koji prema prijevodu Mirjane Matijević Sokol glasi: Kriste, ovaj Toma Arhiđakon uči nauk kojeg se držao i učio je (i druge) pravilima: prezri svijet, kloni se grijeha, kroti tijelo, žali za raskošima života, kloni se zavodljivih dobitaka! I Split je bio početak gdje se i od života oprosti. Kada je smrt naslijedila život, moja slava je prošla. Ovdje me jede crv i tako tijelo, koje nestaje, pokorava pravu smrti, ali i dušu tko mu preda. Godine Gospodnje 1268. osmoga dana mjeseca svibnja.

## Historia Salonitana
Toma Arhiđakon napisao je 1266. na latinskom "Povijest salonitanske crkve" (Historia Salonitana), koja sadrži veoma vrijedne podatke za ranu hrvatsku povijest. U djelu je kronološkim redom opisao živote i djela solinsko-splitskih nadbiskupa od rimskih vremena do svoga doba, praveći mnoge ekskurze o prošlosti Splita i srednjovjekovne Hrvatske, te stoga predstavlja vrijedan povijesni izvor za razdoblje hrvatskih narodnih vladara, osobito za doba Petra Krešimira IV. i Zvonimira, te za doba mongolske provale (1241. – 1242.). Suvremenu povijest često prikazuje veoma živopisno, npr. provalu Mongola, sukobe između Splita i Trogira te političke razmirice u gradu.
Njegovo djelo poslije je nadopunjavano i prerađivano pa je tako nastao rukopis iz 16. stoljeća poznat u historiografiji kao Historia Salonitana maior u kojoj se nalazi i prijepis Pacte convente.

## Izdanja
Moderno kritičko izdanje s prijevodom i komentarom:
- Toma Arhiđakon, Historia Salonitana: povijest salonitanskih i splitskih prosvećenika; predgovor, latinski tekst, kritički aparat i prijevod na hrvatski jezik Olga Perić; povijesni komentar Mirjana Matijević Sokol; studija Toma Arhiđakon i njegovo djelo Radoslav Katičić; Split : Književni krug, 2003; ISBN 953-163-189-1.